# Хаєнки
Хає́нки — село в Україні, в Прилуцькому районі Чернігівської області. Входить до складу Ічнянської міської об'єднаної територіальної громади. Населення становить 428 осіб.

## Географія
Село Хаєнки розташоване в центральній частині району, на берегах річки Іченька (в основному на правому), вище за течією на відстані 2,5 км розташоване місто Ічня,
нижче за течією на відстані 0,5 км розташоване село Киколи. Через село проходить автомобільна дорога Т 2527. Відстань від Чернігова — близько 150 км (автошляхами — 151 км), до Ічні — 9 км. Найближча залізнична станція — Ічня на лінії Бахмач — Прилуки Полтавської дирекції залізничних перевезень за 12 км.
Село оточено лісами та болотами, низовинне болото біля Хаєнок і Грабова площею 470 га з 1979 р. є гідрологічним заказником, який називається Хаєнківське. Ліси та болота навколо села з 2004 р. входять до складу Ічнянського національного природного парку.
Площа села близько 1,8 км². Висота над рівнем моря — 133 м.

## Історія
Біля села знаходили камінні знаряддя епохи пізнього кам’яного віку. На східній околиці села виявлено залишки поселення доби бронзи, ранньозалізного віку. В першій половині XIII століття поселення по річках Сула та Удай, як і по всій Лівобережній Україні, були зруйновані монголо-татарами.

### Гетьманщина
За переказами Хаєнки заснували на початку XVII століття українські козаки Яків Гузь та Федот Куриленко, які служили у  реєстровому війську Речі Посполитої, отримавши пустинні землі як платню за військову службу. Заснований ними хутір за сприяння  князів  Вишневецьких заселявся переселенцями з Правобережної України.
Населений пункт Kaienka позначено на «Спеціальному та докладному плані України…» де Боплана (1650) та на пізніших мапах.. Село Хаєнки є в першому переписі Малоросії  1666 р..
Спочатку село Хаєнки було вільним козацьким селом, яке з 1648 р. входило до складу Монастирищенської сотні Прилуцького полку (нині село Монастирище Ічнянського району). В середині XVIII століття село ввійшло до складу Ічнянської сотні Прилуцького полку. Жителями села крім реєстрових (виборних) козаків та їхніх підпомічників були підсусідки і вільні селяни (міщани), які називались посполитими. Сільську громаду очолював війт. Реєстрові козаки села брали участь у військових походах козацького війська, а їх землі обробляли підпомічники.
Близько 1700 р. гетьман Іван Мазепа передав село у власність Дмитру Лазаревичу Горленку (1660–1731), полковнику Прилуцькому, була це феодальна залежність, яка поширювалася на посполитих. Його син Андрій Дмитрович Горленко (1679–1756) заснував біля села хутір Вернигорівщину, на річці Іченьці біля хутора був збудований  водяний млин. Горленки, як феодали, володіли селом до остаточної ліквідації Гетьманщини в 1783 р.
У 1740 р. в Хаєнках було 5 дворів (5 хат) селян, 13 дворів (14 хат) козаків та 5 дворів (5 хат) козачих підсусідків. Чисельність населення поступово збільшувалася, у 1780 р. в Хаєнках було 26 дворів (35 хат) селян, 3 хати підсусідків, 24 двори (32 хати) козаків. У 1797 р. в селі проживало 228 душ чоловічої статі податкового населення. Жителі села займалися землеробством, садівництвом і тваринництвом. Багатством Хаєнок був ліс, дубова деревина поставлялася в Ічню, яка тоді інтенсивно розбудовувалась.

### Під владою Російської імперії
Наприкінці XVIII століття село входило до складу Чернігівського намісництва, а потім до Малоросійської губернії. Указом від 3 травня 1783 р. імператриця Катерина II зробила посполитих Хаєнок кріпаками. В селі кріпаками стала приблизно половина жителів, оскільки реєстрові козаки Війська Запорозького ввійшли до податного стану і залишились вільними людьми. Першим поміщиком-кріпосником став Іван Андрійович Горленко (1740-1810), прем’єр-майор, на цивільній службі надвірний радник.
Царським указом від 27 лютого 1802 року Малоросійська губернія була поділена на дві – Полтавську і Чернігівську. Хаєнки ввійшли до складу Прилуцького повіту Полтавської губернії. В 1803 р. за поміщиком І.А.Горленком (маршал Прилуцького повіту в 1803-1805 рр.) у Хаєнках з хутором числилось 160 душ чоловічої статі селян-кріпаків.
Є на мапі 1816 рок як Хаєнка
В першій чверті ХІХ століття частину земель в Хаєнках та хутір Вернигорівщину купив прилуцький поміщик Іван Якович Величко. В 1840 р. в селі був 1 двір дворян, 1 двір військових, 28 дворів козаків і 36 дворів селян-кріпаків. Населення складало 565 жителів.
Син І.Я.Величка, суддя Прилуцького повітового суду Микола Іванович Величко (1792-1864), колезький реєстратор, примножив статки батька, ставши найбільшим землевласником села. Був він прогресивним поміщиком, запроваджував нові методи землеробства, одним із перших на Прилуччині почав вирощувати картоплю (1842). На хуторі Вернигорівщині діяли цегельний завод, винокурня, миловарня і свічковий завод, де виготовлялися церковні свічки з бджолиного воску. В 1859 р. М.І.Величко організував на хуторі поміщицьку економію. Його землі в селі стали обробляти наймані працівники.  
У 1859 році у володарському та козачому селі Хаєнки була церква, 4 заводи та 115 дворів де жило 634 особи (307 чоловічої та 327 жіночої статі)
У 1861 р. Олександр II підписав Маніфест і Положення про скасування кріпосного права. Селяни отримали особисту свободу, право мати майно, самостійно укладати договори тощо. Реформа 1861 р. створила умови для прискореного розвитку капіталістичних відносин. Частина козаків і селян Хаєнок, зокрема Андрій Литвиненко, Петро Радченко та ін., скуповували землі і ставали великими землевласниками. А найбільшим власником земель у Хаєнках був поміщик Лев Миколайович Величко (1827-1902), відставний штаб-ротмістр, учасник оборони Севастополя, кавалер ордена Святого Володимира. В 1890 р. йому належало 843 десятини землі.
Наряду із земельною реформою була проведена реформа системи регіонального управління, в 1864 р. були створені виборні органи влади – земства в губернії та повітах і була запроваджена загальноросійська система селянського управління, яка включала в себе селянські громади, об'єднані у волості. Селяни Хаєнок утворили Величківську сільську громаду, яка в 1867 р. увійшла до складу Вільшанської волості  Прилуцького повіту. Козаки села підлягали Вільшанському волосному правлінню відомства Палати державного майна.
В 1886 р. в Хаєнках було 2 двори селян казенних, 80 дворів селян-власників, 70 дворів козаків, 5 дворів міщан, 163 хати, 894 жителі. Діяли шинок, кузня, 8 вітряків, олійниця. У 1910 р. було 222 господарства, 1168 жителів, 1857 десятин придатної для обробітку землі. Всього було 103 господарства козаків, 107 господарств селян, інших непривілейованих і привілейованих господарств – 12. В селі налічувалося 26 теслярів, 3 кравці, 2 шевці, 4 столяри, 1 коваль, 1 слюсар, 18 ткачів, 1 візник, 59 поденників. Інтелігентними заняттями займалось 13 жителів, іншими неземлеробськими заняттями – 97 жителів, все інше доросле населення займалося землеробством.
З 1864 р. в селі діяла народна школа, яка з 1885 р. стала земським початковим однокласним училищем завдяки зусиллям поміщика Л.М.Величка. В 1897 р. син Л.М.Величка Василь Львович Величко  (1860-1903), поет і публіцист, збудував у селі церковнопарафіяльну школу для дівчаток і став її опікуном.
Ще перші поселенці збудували в селі дерев’яну церкву Іоанна Богослова, яка перебудовувалася тричі зусиллями Горленків та Величків. Востаннє нову церкву збудували в 1861 р. Землі під церковний погост та кладовище виділив поміщик М.І.Величко. За даними на 1902 р. парафія церкви Іоанна Богослова нараховувала 1855 парафіян.  В 1931 р. церква була розгромлена, а в 1936 р. розібрана на будівельні матеріали. На церковному погості збереглися могили Софії (1820-1889) і Надії (1818-1891) Горленко, відомих благодійниць і меценаток.
Після смерті Василя Величка маєток Вернигорівщина за заповітом перейшов до його двоюрідної сестри по матері Марії Георгіївни Муретової, а після її смерті (1912) найбільшими землевласниками в Хаєнках стали її діти.
Під час революції 1905-1907 років  у селі мали місце виступи незаможних селян, які вимагали збільшити поденну платню за роботу по найму. Найбільш активні учасники заворушень, зокрема Марко Кошмар, потрапили до в’язниці.
Важким випробовуванням для жителів Хаєнок стала Перша світова війна, яка почалася в серпні 1914 р. Тоді військовозобов’язані жителі села були мобілізовані до армії. Тільки в 1914-1915 рр. на війні загинули 8 жителів Хаєнок.

### Після жовтневого перевороту
Влітку 1917 р., після утворення Генерального секретаріату, в селі встановилася влада Центральної Ради. 7 листопада 1917 р. Центральна рада проголосила автономну Українську Народну Республіку. Уряд УНР  не зміг забезпечити ефективного управління державою, була розпущена армія, зволікали із земельною реформою. В селах і містечках панував хаос.
В січні-лютому 1918 р. село знаходилося під владою більшовиків, які захопили прилеглі до залізниці райони Чернігівщини під час наступу війська М.Муравйова на Київ (загін Бабенка). У березні 1918 р. більшовиків витіснили війська кайзерівської Німеччини, які ввійшли в Україну за Брест-Литовським мирним договором.
29 квітня 1918 р. владу в Україні захопив генерал Павло Скоропадський в результаті державного перевороту, здійсненого при допомозі німецьких військ. Осередок гетьманської варти знаходився в Монастирищі, а в Ічні стояв німецький військовий загін. 
Гетьману Скоропадському вдалося стабілізувати ситуацію в Українській Державі, при ньому село Хаєнки жило достатньо спокійно, виробництво сільськогосподарської продукції зросло. Продукти продавали на ярмарку в Ічні, там німці здійснювали оптові закупівлі, розраховуючись грошовими знаками УНР.
14 листопада 1918 р. гетьман Скоропадський оголосив про федеративний договір з Росією, що призвело до народного повстання, яке очолив лідер українських соціал-демократів Симон Петлюра. Була відновлена Українська Народна Республіка з урядом Директорії, гетьманська варта розгромлена, а сам гетьман втік за кордон.
Село перебувало під владою Директорії нетривалий час, у січні 1919 р. війська УНР покинули Чернігівщину під час другого наступу більшовиків. У Хаєнках був створений ревком, який складався виключно з більшовиків і бідняків. До ревкому ввійшло 40 осіб: Бесараб Ларіон, Гузь Трохим, Діденко Павло, Пітель Феодосій, Сорокаліт Сидір та інші. Ревком очолювали більшовики Шевченко Матвій і Шевченко Терентій.
Почалася реквізиція коней, худоби та збіжжя, обшуки і розстріли. В селах Прилуцького та Борзнянського повітів спалахнули повстання проти влади більшовиків. Почали діяти повстанські загони, зокрема загін Євгена Ангела. Основу повстанських загонів складали вільні козаки. В їх середовищі намітився розкол, були і червоні козаки, які підтримували більшовиків.
В кінці серпня 1919 р. більшовики покинули Чернігівщину під натиском Добровольчої армії генерала Антона Денікіна. При відступі боєць заїжджого більшовицького загону з подачі сільського ревкому застрелив останню поміщицю Хаєнок Наталію Муретову. Село Хаєнки стало підпорядковуватись штабу державної варти Прилуцького повіту. Нова влада мало чим відрізнялася від більшовицької. Від селян вимагали поставок продовольства та фуражу, забирали коней. Мали місце примусова мобілізація до білої армії, грабунки, арешти та розстріли.
Денікінці протрималися на Чернігівщині два місяці, а в грудні Прилуцький повіт знову захопили більшовики, тепер уже остаточно. Влада в Прилуках перейшла до більшовицького ревкому, знову почалися розстріли без суду, грабунок селян – відбиралася земля, хліб, коні. На повіт була накладена продрозкладка: 1 млн. пудів хліба, велика кількість голів рогатої худоби, свиней. Все це вивозилося до Росії.
Все разом узяте призвело до нового вибуху селянських повстань проти радянської влади. Селяни організовувалися в мобільні повстанські загони. За короткий час усі владні структури по селах були ліквідовані. У Хаєнках повстанці вбили голову сільського ревкому Матвія Шевченка.
21 червня 1920 р. селяни Хаєнок відмовилися видавати продовольчому загону розкладку, загін розігнали і відібрали у них кулемет. Для придушення виступу з Прилук був відправлений каральний загін із сотні бійців із двома кулеметами. Ще один бій із продзагоном мав місце в Хаєнках 18 грудня. Повстанський рух тривав і в 1921 р.  24 лютого в село Хаєнки прибув повстанський загін у кількості 100 чоловік. Повстанці знищили всю документацію, яка стосувалася продрозкладки. Згідно наявних документів у числі восьми сіл та хуторів Прилуцького повіту, де був поширений повстанський рух, названо і село Хаєнки.
В селах призначали відповідачів, як правило заможних жителів, на випадок нападу повстанців на населений пункт. В селі Хаєнках відповідачами призначили 10 жителів: Бугай Єфросинію Гнатівну, Гузя Андрія Яковича, Литвиненка Андрія Федоровича та інших. Основним обов’язком відповідачів було своєчасне повідомлення владним органам про наближення або появу повстанських загонів. Широкомасштабні каральні заходи і терор призвели до поступового згасання повстанського руху.

### Колективізація та голодомор
Після закінчення Української революції, в роки НЕПу в селі поступово налагоджувалося нормальне життя. Поміщицькі землі поділили в 1921 р., на селянське господарство виділялося 10 десятин землі.
У 1920-1926 рр. маєток поміщиків Величків був розграбований і розібраний на будівельні матеріали, розгромили і родову усипальню. На місці усипальні в 2013 р. було встановлено пам’ятний знак. Селянські хати хутора Вернигорівщина ввійшли до складу села Хаєнки.
У 1923 р. була проведена територіальна реформа, за якою село Хаєнки ввійшло до Малодівицького району Прилуцької округи. У 1925 р. в Хаєнках було 311 дворів, 1255 жителів, а в 1930 р. – 309 дворів, 1308 жителів. На основі земської та церковнопарафіяльної шкіл була організована чотирирічна трудова школа, яка в 1930 р. стала семирічною.
В період НЕПу в селі був унікальний фруктовий сад Івана Івановича Омельченка (Варченків сад), до нього все літо приїздили делегації з усієї України. В той же період в Хаєнках діяв народний хор під керівництвом Олександра Михайловича Раєвського. Хор зайняв перше місце на республіканському конкурсі в Харкові. Пізніше О.М. Раєвський співав в українській капелі «Думка».
У 1927-1928 рр. село жило спокійно і навіть заможно. Ті, хто багато і тяжко працював, поступово багатіли. Але знову з'явилося розшарування селянства, були й ледарі, які не хотіли або не вміли працювати, а також ті, хто не міг ефективно вести господарство з об'єктивних причин.
У 1929 р. на селі почалася колективізація. Владними і партійними структурами селяни були поділені на бідняків, середняків і куркулів. До останніх відносили заможних, енергійних і працездатних господарів. У колгосп, якому присвоїли ім'я Матвія Шевченка, добровільно йшла лише частина бідняків. Більшість середняків і частина бідняків вступати до колгоспу відмовилися. В селі з'явилися уповноважені з Прилуцького окружкому, почався тиск, залякування, а потім і репресії. На найбільш незговірливих одноосібників накладали непомірно високий податок, який згідно інструкції необхідно було сплатити в три дні, а тих, хто не міг заплатити, об'являли куркулями і висилали до Сибіру. Були вислані сім'ї Бугаїв, Куриленків та ін. Рятуючись від заслання, втекли з села Павло Куриленко, Петро Радченко, сім’ї Петра Навроцького, Івана Омельченка, Андрія Литвиненка та ін. А основною формою розкуркулювання була конфіскація всього майна, землі, а також виселення з хат за несплату податків.
Розкуркулювання проводилося за ініціативою членів комітету незаможників. Найбільш активними комітетчиками були комуністи Глущенко Михайло, Політун Ганна, Кошмар Ганна, безпартійні Ткаченко Юхим, Гузь Трохим, Гузь Марина.
Колективне господарство було створене в насильницький спосіб із порушенням діючих у державі законів, але частина селян залишилися одноосібниками. Остаточно супротив селян колективізації був подоланий у результаті голодомору.
Урожай зернових у 1932 р. в Хаєнках був добрим, колгосп і одноосібники виконали основний і зустрічний плани хлібозаготівель, але у вересні розпочалася друга кампанія поставок зерна, а всього було сім кампаній.
Для виконання плану поставок активісти ходили по селянських хатах, описували наявні запаси зерна, а потім вилучали. Далі почалися обшуки, шукали в клунях, хлівах, на подвір'ях і горищах, навіть перевіряли вміст горщиків у печі. Збір зерна продовжувався і в січні 1933 р., коли село вже голодувало. Був ще план м'ясозаготівель, правління колгоспу виконувало його за рахунок селян, відбираючи у них худобу та свиней.
Уже в листопаді 1932 р. на селі почався голод. Вже до березня 1933 р. у більшості жителів резерви харчів були вичерпані, вся живність з'їдена, доїдали залишки картоплі та їли буряк, який запасли для худоби. Навесні 1933 р., щойно зійшов сніг, жителі кинулись на колгоспні поля збирати гнилу картоплю. Люди збирали молоду лободу, висушували, перетирали і пекли млинці, з молодої кропиви, щавлю та коріння варили юшку, їли квітки акації. Як тільки потепліло, з річки діставали ракушки, їли жолуді, листя, траву і навіть кору з дерев.
Від недоїдання різко зросла смертність на селі, помирали, перш за все, старі люди, хворі та малі діти. В 1933 р. майже в кожній сім'ї були померлі.
Голодомор закінчився восени 1933 р., а в 1934 р. тиск на село був суттєво послаблений. Уже в 1937 р. в колгоспі ім. М.Шевченка на трудодень було видано по 4,6 кг зерна і по 3 крб. 25 коп. грошей, а перед початком війни рівень життя в селі знову наблизився до рівня 1927-1928 рр.
У листопаді 1936 р. відбулася чергова територіальна реорганізація, село Хаєнки передали зі складу Малодівицького до Ічнянського району Чернігівської області (заснована в 1932 р.).
У 1940 р. в колгоспі ім. М.Шевченка було 139 голів великої рогатої худоби, з них 39 корів, 134 свині та 37 свиноматок, 98 овець, 250 штук птиці та 190 коней. Вирощували зернові, картоплю та тютюн. Грошові прибутки в 1940 р. склали 482 977 крб.

### Друга світова війна та повоєнні роки
Після нападу Німеччини на СРСР у Хаєнках почалася мобілізація, мобілізували призовників, які мали військову підготовку, та спеціалістів. Під час мобілізації літа 1941 р. на фронт пішла більша частина чоловіків села.
15 вересня 1941 р. німці увійшли в Хаєнки, бою за село не було. На селі німці створили окупаційну адміністрацію. У Хаєнках був призначений староста із місцевих жителів та створено поліційний відділок. Військова комендатура, якій підпорядковувалося село, знаходилася в Монастирищі, комендантом був німець Шнайдер.
Німці відновили сільськогосподарське виробництво в селі. Колгосп став називатися сільською общиною. Вирощували жито та просо, за що нараховували трудодні, які оплачували зерном після обмолоту. Ще селяни мали присадибні господарства, кожен двір забезпечував себе продуктами харчування.
Молодь стали забирати на роботи в Німеччину. У перший набір поїхали добровольці, а наступні набори вже були примусовими, від трудової мобілізації деякі намагалися врятуватися. В 1942 р. село жило достатньо спокійно. Про масові звірства німців на інших окупованих територіях жителі дізналися після реокупації, коли в село стали надходити комуністичні газети.
На Ічнянщині та Прилуччині діяли партизанський загін, який очолював І.Ю.Попко, та загін Є.X.Соколовського. Партизани на селі не вдавалися до активних дій, а лише набирали добровольців для поповнення загонів, та спалювали на полях вирощене селянами, в тому числі і для себе, збіжжя.
Навесні 1943 р. в селі розмістився штаб мадярської дивізії з генералом на чолі. Дивізія знаходилася на відпочинку після пережитих боїв.
Перші загони Червоної армії ввійшли в село у другій половині дня 15 вересня без бою. Відвойовували Хаєнки частини 18-го гвардійського стрілецького корпусу 60 армії Центрального фронту під командуванням генерал-полковника І.Д.Черняховського.
В Хаєнках відновилася примусова праця в колгоспі. Було дуже важко, не було чоловіків, а коней забрали на потреби армії, тому жінки, підлітки та літні люди орали на коровах. Весь урожай зернових у 1944 р. здали на хлібозаготівлі, на трудодень нічого не отримали, виручило підсобне господарство.
На фронтах ІІ Світової війни воювали 312 жителів села, 93 з них нагороджені орденами і медалями, 198 жителів загинули. В центрі села встановлено пам’ятник загиблим жителям села.
Повоєнний період на селі був важким. Селян обклали податками, вони платили сільськогосподарський грошовий податок, оподатковувалася домашня худоба і фруктові дерева. Була запроваджена і продрозкладка, селяни мали здавати продукти. У тих селян, які не могли сплатити податки, описувалось і конфісковувалось майно або забиралася живність.
Село Хаєнки постраждало від голодомору 1946-1947 рр. Не було хліба, частина жителів виростила на присадибних ділянках кукурудзу, яку не забирали під хлібозаготівлі, тому обходилися кукурудзяними коржами. Запаси картоплі були недостатніми, до весни 1947 р. знову з’явилися пухлі від голоду люди. Виживали, як могли: навесні їли вирощену на городах ранню редиску, збирали гнилу картоплю на полях, якось рятуючись від голоду. Частина фронтовиків повернулася з Німеччини із трофеями, продавали їх на базарах, купували харчі, так і виживали. Через недостатнє харчування знову помирали малі діти, зокрема, немовлята, бо жінки не мали достатньо молока для їх вигодовування. Мали місце і випадки смерті дітей шкільного віку.
В 1950 р. колгосп ім. М.Шевченка повністю освоїв довоєнні площі посівів. Справи пішли на краще в 1953 р. після смерті Сталіна. Були збільшені закупівельні ціни на сільгосппродукцію, поступово зростали виплати на трудодень. Після ліквідації МТС в 1958 р. техніка була продана в села. Першим трактором у колгоспі став “Універсал” із залізними колесами, з’явився і вантажний автомобіль ЗІС-5. Пізніше колгоспу продали гусеничні трактори ДТ-50 та автомобілі ГАЗ-51. Збудували машинно-тракторний двір з ремонтною майстернею, парк поповнювався колісними тракторами та комбайнами. На селі перестали використовувати волів, а коні залишилися у невеликій кількості для допоміжних потреб.
У 1956 р. колгоспники села почали отримувати паспорти та маленькі пенсії розміром 12 крб.
В 1960 р. село було нарешті електрифіковане. Грошові доходи колгоспників у 1960–1970-х роках поступово зростали, найбільшу платню отримували механізатори та тваринники.
Під час Перебудови на основі колгоспу було створене акціонерне товариство “Світанок”.
Населення села поступово зменшувалося: на початку 1970-х років в селі мешкало 1405 осіб, в 2001 р. – 428 жителів, а в 2013 р. населення села складало 308 осіб. Через недостатню кількість учнів закрили восьмирічну школу, збудовану в 1979 р.
В 2002 р. у пристосованому приміщенні за сприяння УПЦ Київського патріархату відновили церкву Іоанна Богослова.
До 2017 року орган місцевого самоврядування — Хаєнківська сільська рада. Із 23.02.2017 р. село входить до складу Ічнянської міської об'єднаної територіальної громади. 17.07 2020 р. Ічнянський район був ліквідований , село ввійшло до складу Прилуцького району.

## Населення

### Мова
Розподіл населення за рідною мовою за даними перепису 2001 року:
| Мова       | Кількість | Відсоток |
| ---------- | --------- | -------- |
| українська | 413       | 96.5%    |
| російська  | 15        | 3.5%     |
| Усього     | 428       | 100%     |

## Інфраструктура
У селі є два магазини, фельдшерсько-акушерський пункт, відділення зв’язку, діє осередок зеленого туризму "Зелена світлиця" .

## Видатні люди
У Хаєнках народились:
- Григоренко Ганна Іванівна (1944—2006) — заслужений майстер народної творчості України, член Національних спілок художників і майстрів народного мистецтва України[26].
- Саченко Григорій Кирилович (1905—1939) — український поет і літературознавець;